# ناوکو کاواکامی
ناوکو کاواکامی (انگلیسی: Naoko Kawakami؛ زادهٔ ۱۶ نوامبر ۱۹۷۷) بازیکن فوتبال اهل ژاپن است که در تیم ملی فوتبال زنان ژاپن بازی کرده‌است.